# Forte de São João Batista da Praia Formosa

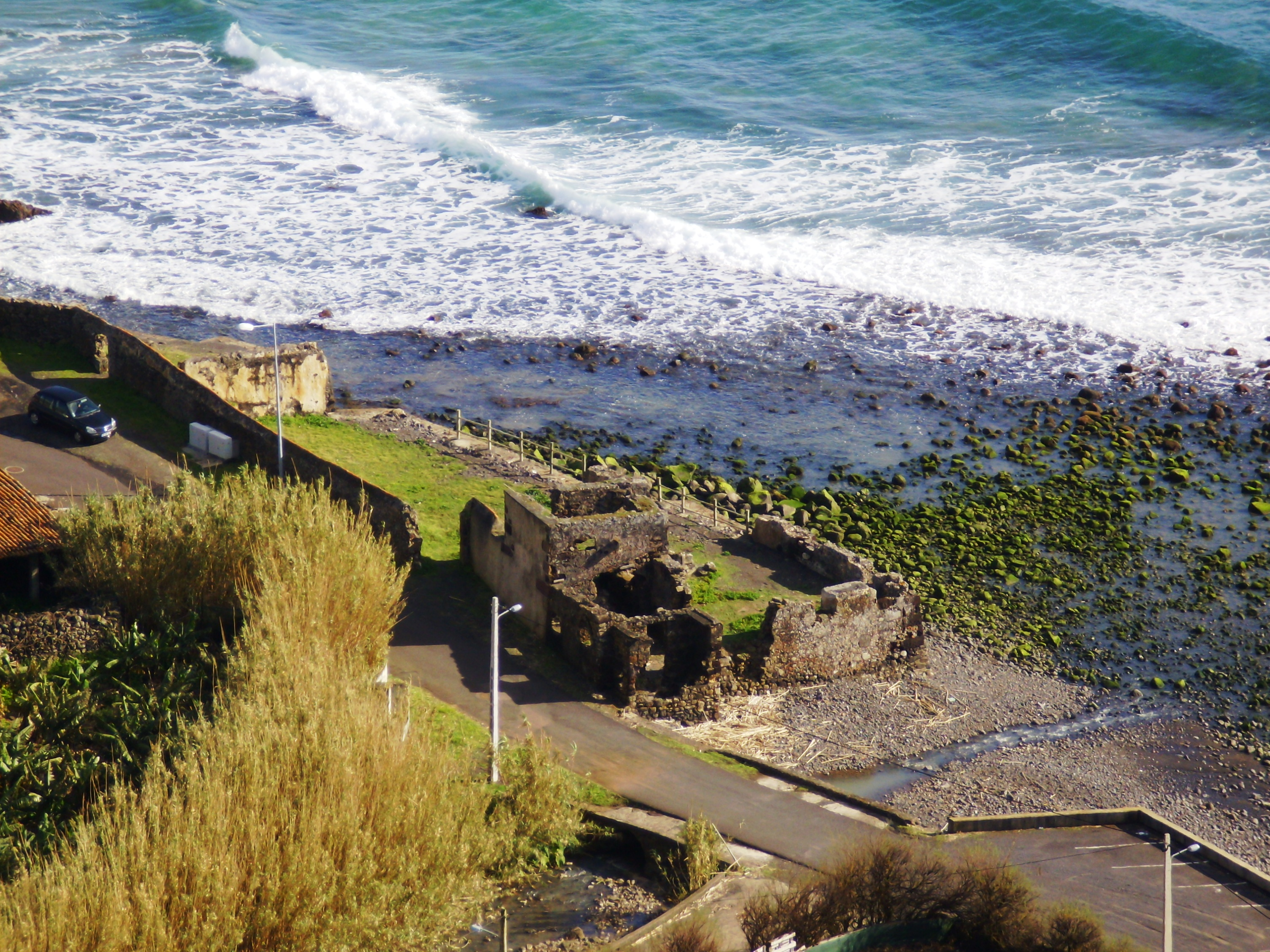
Forte de São João Baptista, Praia Formosa: vista superior.

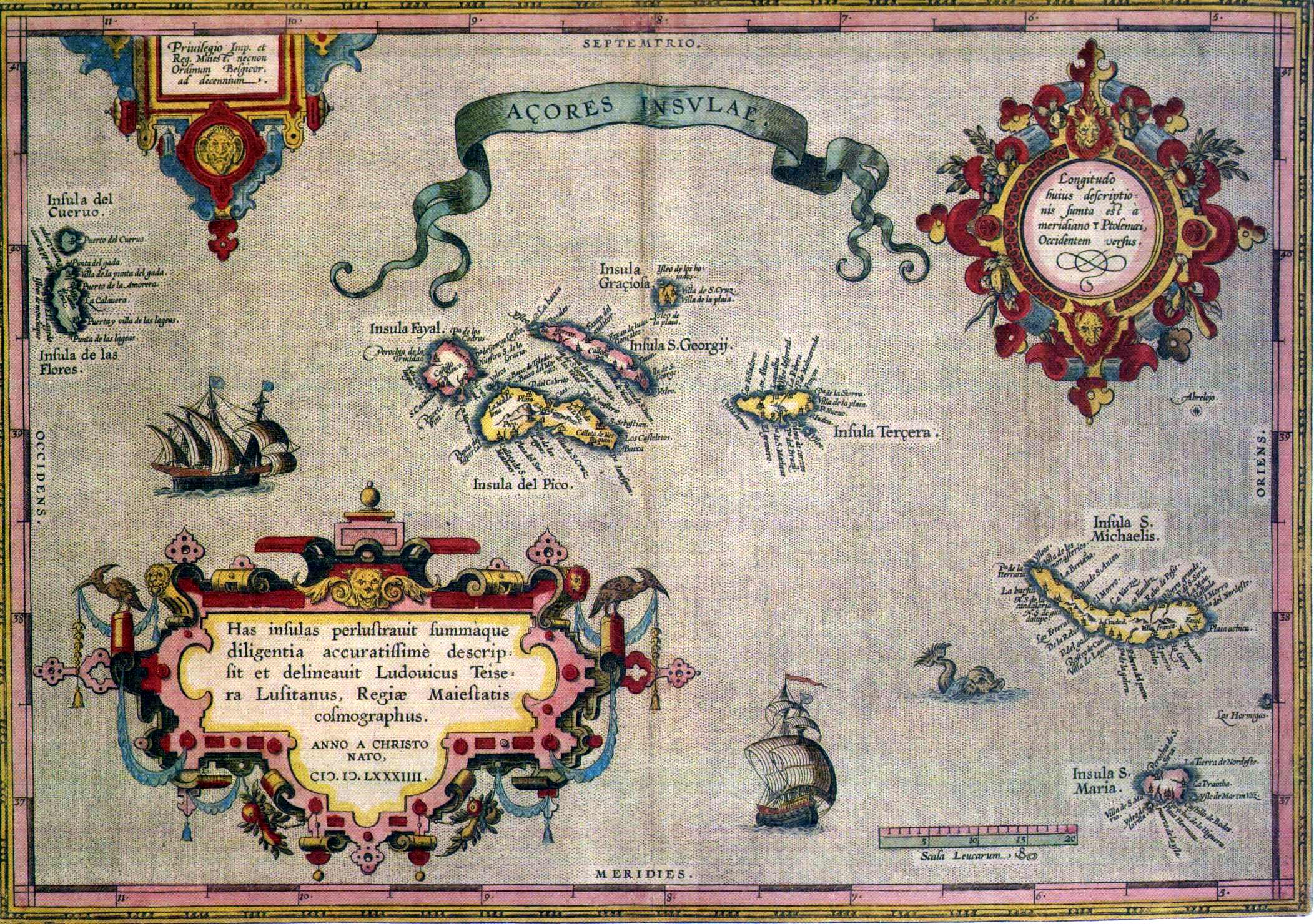
Mapa dos Açores por Abraham Ortelius e Luís Teixeira, cosmógrafo real (1584).

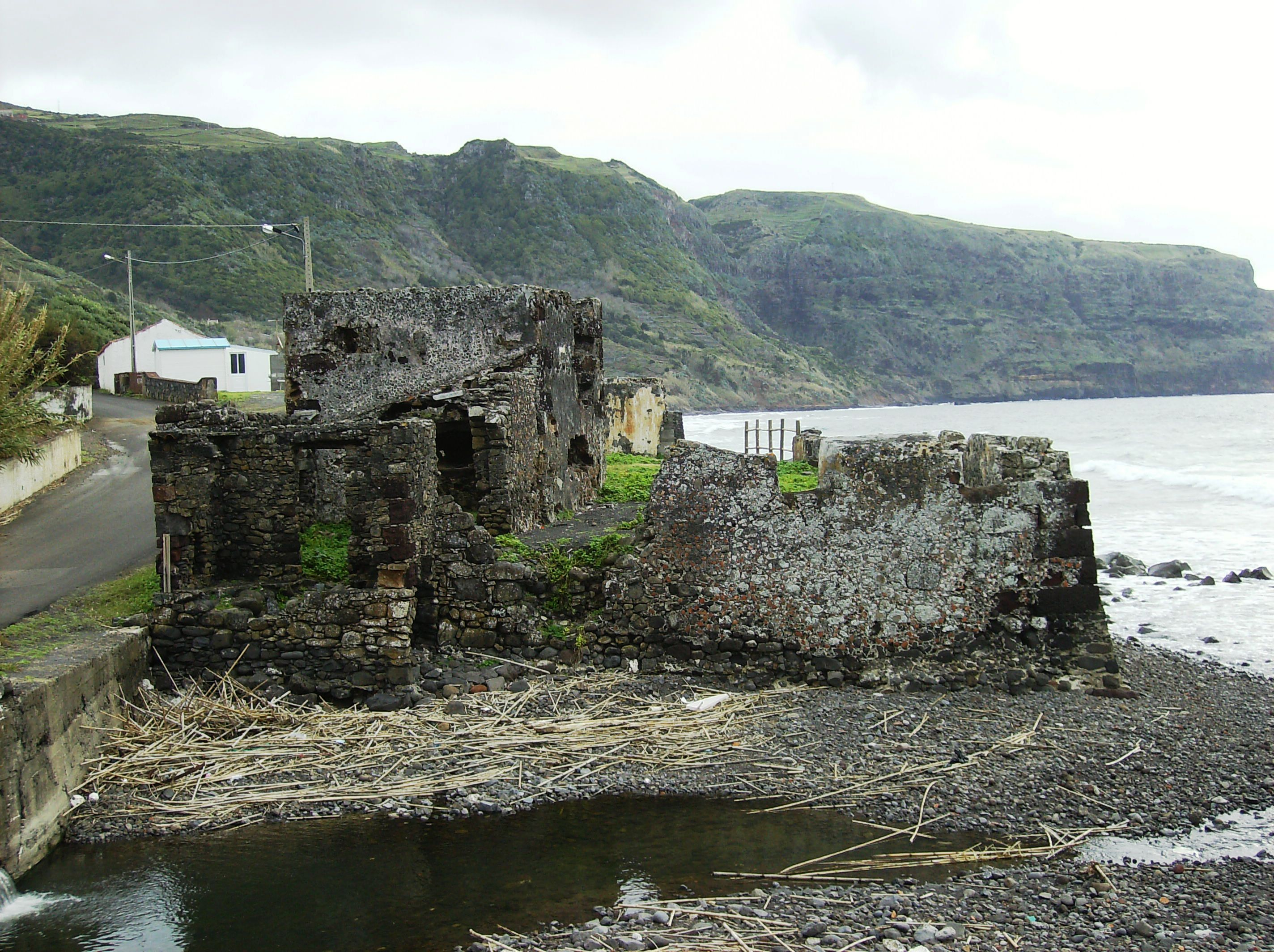
Forte de São João Baptista: vista do exterior.

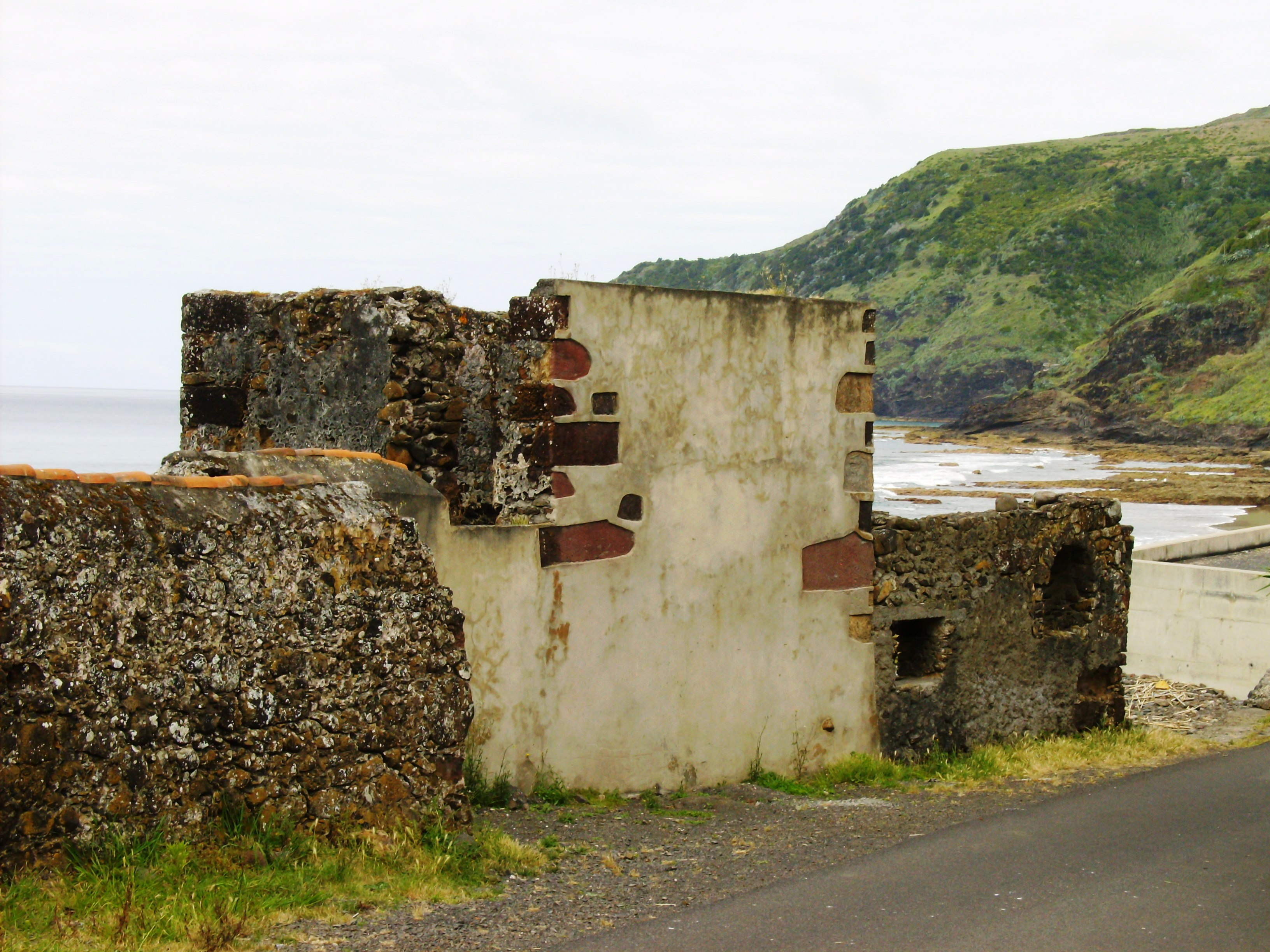
Forte de São João Baptista: vista do exterior.

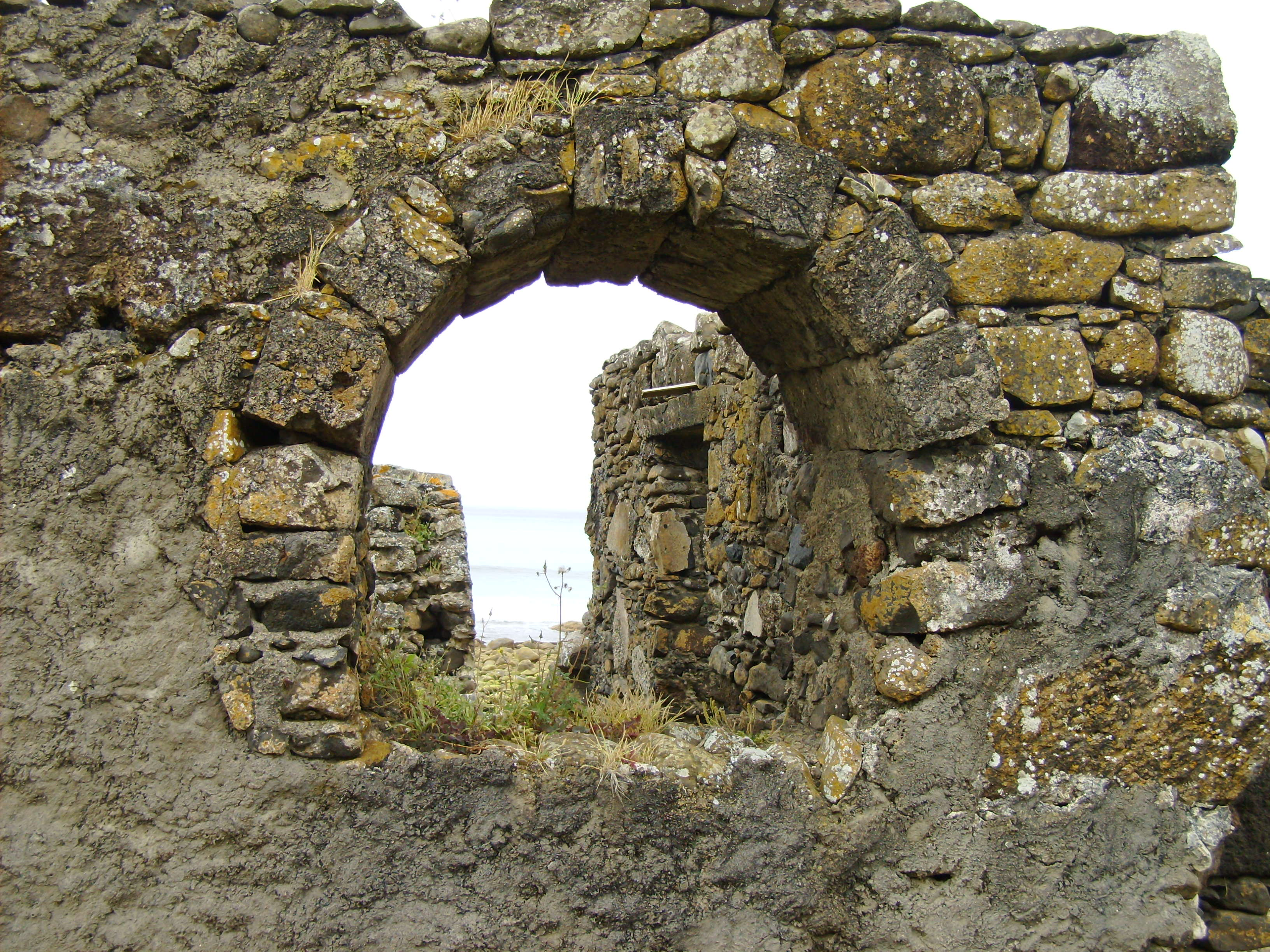
Forte de São João Baptista: vista de uma das janelas.

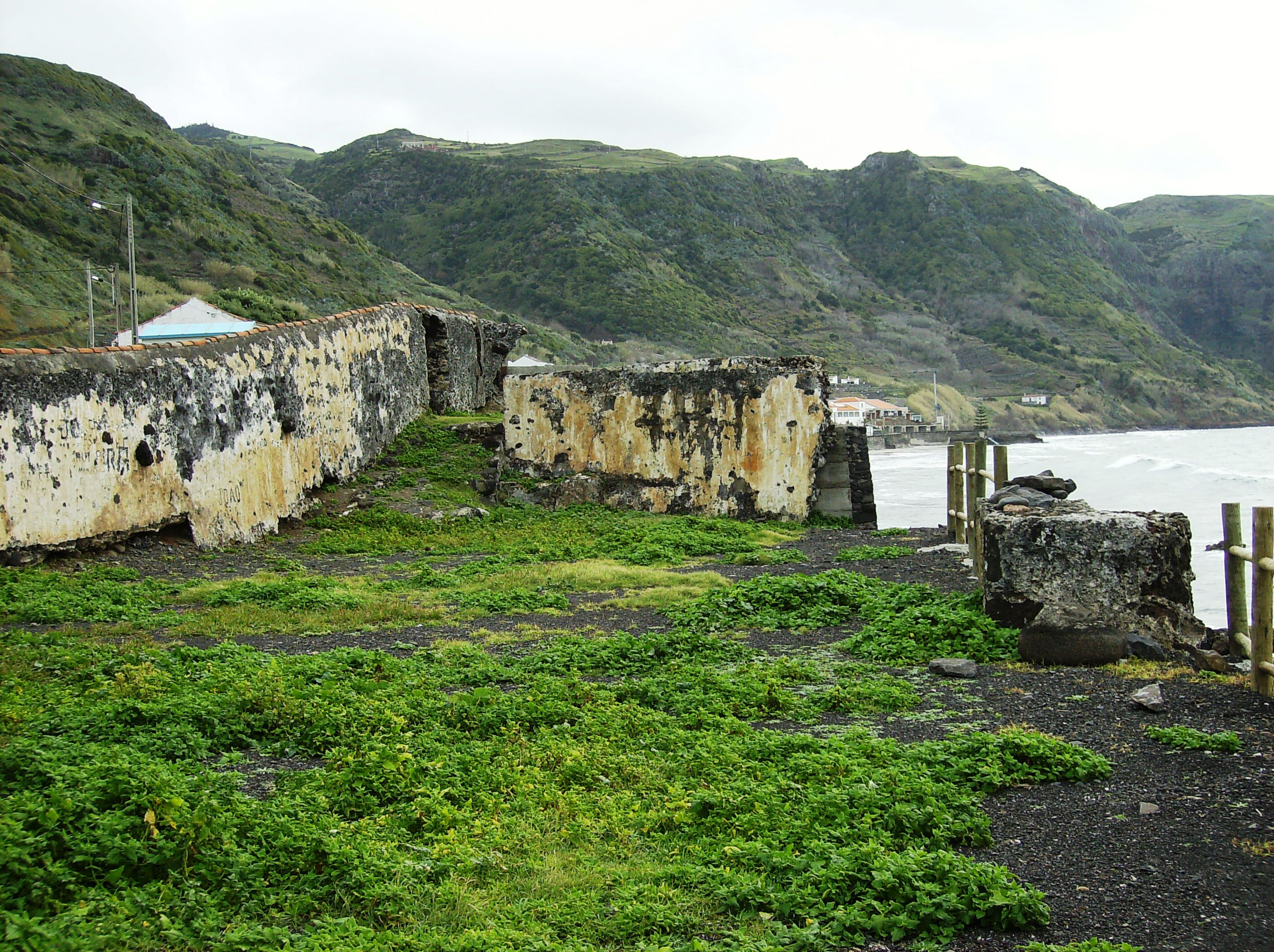
Forte de São João Baptista: vista do terrapleno.

O Forte de São João Baptista da Praia Formosa, também denominado como  Castelo de São João Baptista ou Castelo da Praia, localiza-se na praia Formosa, na freguesia da Almagreira, concelho da Vila do Porto, a SSO na ilha de Santa Maria, nos Açores.
Em posição estratégica sobre este trecho da costa da ilha, constituiu-se em um forte destinado à defesa deste ancoradouro contra os ataques de piratas e corsários, outrora frequentes nesta região do oceano Atlântico.
As recentes campanhas de prospecção arqueológica nele desenvolvidas levantam a possibilidade de constituir-se na mais antiga estrutura de fortificação no arquipélago.

## História
A praia onde se localiza encontra-se referida no mapa dos Açores, de autoria de Luís Teixeira, datado de 1584, com o nome de "Plaia Hermosa".
O Alvará Real de 6 de agosto de 1683 nomeou Vicente Pires Ferreira, por falecimento de seu pai, Rodrigo Gonçalves Ferreira, como condestável do Castelo e Redutos do lugar da praia de São João da ilha de Santa Maria, vencendo o mesmo soldo.
No contexto da Guerra da Sucessão Espanhola (1702-1714) encontra-se referido como "O Forte (...) , da Praya, e os dous Redutos." na relação "Fortificações nos Açores existentes em 1710".
Poucos anos mais tarde, o padre António Cordeiro, ao descrever as defesas da ilha, refere o Castelo da Praia:
"A defeza desta Villa, & de toda a Ilha, era de antes pouca, sendo que tem huma legoa de pòstos [portos] por onde podia ser entrada, & o foy então tres vezes, de Mouros, Inglezes, & Franceses; mas depois se lhe fizeraõ no Castello da praya dous Fortes com quatorze peças, & adiante hum Forte com algumas; na Villa dous Fortes com sua artelharia; o que tudo naõ só manda o Governador, & Capitaõ Donatario, (...) mas immediatamente hum Capitão de artelharia com trinta Artilheiros, além do Capitão mor, officiaes, & gente da ordenança; que quando pelas mais partes da Ilha, he por natureza inconquistavel, havendo alguem que das rochas só com pedras a defenda."
FIGUEIREDO (1960) assim refere a baía da Praia e as suas fortificações em 1815: "a Bahia da Praia com um grande areal d'areia branca, vaza ali a ribeira dos Gatos e a da Praia que tem os quatro moinhos, e tem três castellos de que já se fez menção." E complementa:
"O Castello de S. João Baptista no dito sitio da Praia com sete peças a saber duas de bronze de calibre doze e uma de ferro de calibre vinte e quatro, e tres de ferro de sete, mas todas muito arruinadas."
A "Relação" do marechal de campo Barão de Bastos em 1862 informa que "Tem um quartel alto e uma cozinha" e que se encontra arruinado.
Em fins do século XX ainda se viam duas das antigas peças de artilharia abandonadas por terra junto à estrutura em ruínas, hoje desaparecidas.
FERREIRA (1997) regista-lhe o estado de ruína, remontando-o ao século XVI.
Existe estudo detalhado para a consolidação e recuperação do conjunto que, em ruínas, não se encontra classificado ou protegido.
O espaço do antigo forte foi utilizado como segundo palco (Palco Oportunidades - DRJ) na 23ª edição do Festival Maré de Agosto em 2007.
O mau tempo que atingiu as ilhas do Grupo Oriental entre 27 e 28 de setembro de 2011, com ventos de até 85 km/h, forte precipitação de chuvas e grandes ondulações, levou à derrocada de parte da antiga estrutura, no lado voltado para a ribeira.
Desconhece-se localmente quem possa ser o responsável pelo imóvel para fins de conservação, razão pela qual o mesmo se encontra em estado de abandono. Entretanto, o mesmo encontra-se em área de Domínio Público Marítimo, sendo, em termos de Direito, propriedade inalienável do Estado Português. historicamente, a jurisdição desta faixa estava sob a alçada da Marinha Portuguesa, tendo passado para a (hoje extinta) Direcção Geral de Portos. Em 1992 essas competências foram, na sua maior parte, transferidas para o Ministério do Ambiente.
Em termos da Região Autónoma dos Açores, as linhas de orientação relativas a intervenções no litoral estão consagradas na Resolução nº 138/2000, de 17 de Agosto. No tocante à ilha de Santa Maria, cujo Plano de Ordenamento da Orla Costeira (POOC) foi aprovado pelo Decreto Regulamentar Regional nº 15/2008/A, de 25 de junho, como às demais ilhas, cabe à Direcção Regional de Ordenamento do Território e Recursos Hídricos a atribuição de emissão dos pareceres que servem, posteriormente, às Câmaras Municipais para fins de emissão (ou não) de licenças de construção.

## Os trabalhos de prospecção arqueológica
O espaço da antiga fortificação vem sendo objeto de campanhas de prospecção arqueológica desde o ano de 2008, no âmbito do projeto EAMA ("Estudo da Arquitetura Moderna do Arquipélago dos Açores") desenvolvido pelo Centro de Estudos de Arqueologia Moderna e Contemporânea (CEAM) da Universidade da Madeira (UMa), com o apoio da Direção Regional da Cultura e a colaboração da Câmara Municipal de Vila do Porto e da Associação Cultural Maré de Agosto. A equipe está sob a coordenação do arqueólogo madeirense Élvio Sousa, que refere:
"Os estudos estão a ser executados pelo CEAM e estão direcionados para a área descoberta em Setembro [de 2009] que revelaram construções e materiais extremamente interessantes para a História da Ilha de Santa Maria e da arquitetura militar dos Açores."
A estrutura descoberta - um muro - encontrava-se adossada à torre, pelo exterior do setor sul das ruínas. De seu estudo, a equipe acredita que se possa recuar a cronologia do conjunto ao século XVI. Em sua terceira temporada (Agosto de 2010), a equipe, integrada por um topógrafo, um paleobiólogo e um antropólogo da UMa, e por um historiador e um antropólogo dos Açores, procedeu a trabalhos de levantamento topográfico com vistas ao levantamento tridimensional do forte e à comparação entre a estrutura mais antiga e a mais recente.
Para o ano de 2011 estava prevista uma escavação integral de toda a área voltada a sul, após as sondagens e levantamento realizados até ao ano de 2010.

## Características
Trata-se de uma fortificação de pequenas dimensões, implantada entre o caminho litoral e o mar, junto a uma ribeira. De planta poligonal irregular orgânica (adaptada ao terreno), aproximando-de de um trapézio, desenvolvendo-se no sentido este-oeste, atingindo 46 metros de extensão. É constituída por uma plataforma abaluartada, hoje parcialmente murada, onde se rasgam as canhoneiras pelo lado sul (voltadas ao mar) e oeste (voltadas à ribeira), e onde, confinando com o caminho público (a norte), está implantado um corpo torreado de que restam as paredes resistentes.